# آندره ماسنا
آندره ماسنا (انگلیسی: André Masséna; ۶ مهٔ ۱۷۵۸ – ۴ آوریل ۱۸۱۷)، دوک، شاهزاده، فرمانده و مارشال فرانسه طی دوران انقلاب و جنگ‌های ناپلئونی بود.